# Riscatto
Riscatto (estrenada a França com L'Auberge tragique) és una pel·lícula italiana dirigida el 1953 per Marino Girolami i protagonitzada per Folco Lulli, Franco Interlenghi, Mirella Uberti, Piero Lulli, Franca Marzi, Lauro Gazzolo i Umberto Spadaro. Fou seleccionada per participar al Festival Internacional de Cinema de Sant Sebastià 1956.

## Argument
Acusats d'assassinar un parell d'habitants d'un hostal, el jove Roberto Biasetti (Franco Interlenghi) i el seu amic són condemnats a pena de presó. A la cel·la es troba amb un tal Maremmano (Folco Lulli), un delinqüent que compleix una pena petita i que és el veritable culpable d'aquests assassinats. Després del seu alliberament, dubta i planeja confessar-ne la culpa.

## Repartiment
- Folco Lulli: Maremmano
- Franco Interlenghi: Roberto Biasetti
- Mirella Uberti: Adèle
- Piero Lulli: Rizzieri Chiari
- Franca Marzi: l'hôtesse
- Lauro Gazzolo: l'hôte
- Umberto Spadaro: Don Giulietti
- Amedeo Trilli: le commissaire
- Gabriella Mancini
- Aldo Bettoni
- Ettore Bevilacqua
- Attilio Torelli
- Fausto Vergal

## Font
- Roberto Poppi; Roberto Chiti. Dizionario del cinema italiano. I film, vol. 2, Dal 1945 al 1959.  Roma: Gremese, 1991. ISBN 978-8876055485.